# 平盛澄
平 盛澄（たいら の もりずみ、生没年不詳）は、平安時代後期の平家側侍大将。摂津判官、太三郎、男左衛門尉などの通称がある。
仁安3（1168）年に検非違使。源季貞と河内源氏の石川氏を討伐。その後、西国を転戦。壇ノ浦の戦いで捕虜となり鎌倉に送られた。
現在の山口県和木町瀬田村桜ヶ峠に平家桜と呼ばれる桜がある。都落ちの最中にこの場に迷い込んだ盛澄が、「旅衣 しらぬ山路に分け来ても 花こそ道のしるべなりけり」と詠んだ事がきっかけとなり、平家桜と名付けられ、後に桜ヶ峠という地名になったという伝承が残る。